# Iglesia de San Pedro Apóstol (Jou)
La iglesia de San Pedro Apóstol es un inmueble de la localidad española de Jou, en la provincia de Lérida.

## Descripción
El edificio se encuentra en la localidad española de Jou, del municipio de La Guingueta, perteneciente a la provincia de Lérida, en la comunidad autónoma de Cataluña. Se menciona como iglesia parroquial del lugar en el noveno volumen del Diccionario geográfico-estadístico-histórico de España y sus posesiones de Ultramar de Pascual Madoz, donde aparece descrita con las siguientes palabras:

una igl. parr. (San Pedro Apóstol), cuyo curato es de entrada y se halla servida por un cura párroco con título de rector y 3 beneficiados, siendo el nombramiento del primero de S. M. ó el diocesano, segun los meses en que vaca y á propuesta en terna entre los naturales del espresado valle.
(Madoz, 1847, p. 642)